# Matériel de levage

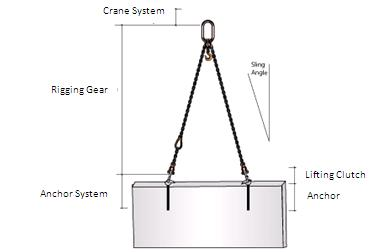
Schéma d'un matériel de levage

Le matériel de levage est l'ensemble des machines et accessoires participant au levage d'une charge pondérale. Il fait partie du matériel de manutention.
Sur un navire on utilise le terme d’apparaux de levage.
Le classement en deux familles bien distinctes peut-être opéré en fonction des modalités d'application de la force de levage :
- levage par-dessous, par exemple au moyen d'un transpalette ;
- levage par-dessus, par exemple au moyen d'élingues.

## Classes de matériel
Le code du travail français distingue les :
- machines ou engins de levage ;
- accessoires de levage;
- « composants » d'accessoires de levage.

## Engins de levage
Les engins de levage sont les machines qui délivrent le travail nécessaire au mouvement de levage d'une charge ou à son transfert en position levée.
On distingue les :
- ponts roulants ou autres portiques de manutention ;
- grues ;
- chariots élévateurs ;
- ponts élévateurs ;
- paniers de levage.

La Fédération européenne de la manutention a énoncé des règles de calcul des appareils de levage.

## Accessoires de levage
On appelle accessoire de levage tout dispositif mécanique qui n'est pas directement intégré à la machine mais qui en relaie l'action en s'adaptant à la nature de la charge.
On classe parmi les accessoires de levage les :
- palonniers[3] ;
- élingues ;
- pinces auto-serrantes ;
- crochets de levage ;
- électroaimants ;
- cés de levage ;
- paniers de levage.

### Composants d'accessoires de levage
On rassemble sous ce terme les pièces mécaniques interchangeables qui équipent les accessoires de levage et contribuent à la transmission des efforts, comme les anneaux de levage ou les manilles.
En France, un arrêté du 18 décembre 1992 définit le niveau de dimensionnement requis pour ces pièces mécaniques.